# Dirck Outgaertsz. Cluyt
Dirck Outgaertsz. Cluyt (1546 - 1598) was als apotheker te Delft rond het jaar 1584 hofapotheker van Willem van Oranje en werd in 1593 beroemd als hortulanus van de Hortus botanicus Leiden. Hij was ook bekend onder zijn gelatiniseerde naam Theodorus Clutius. 
Van zijn ouders kan tot nu toe alleen met zekerheid gezegd dat zijn vaders voornaam Outgaert was. Cluyt trouwde in Haarlem met Josina van Teylingen (dochter in een bastaardlijn van de adellijke familie van Teylingen). Haar vader was handelaar, woonde aan 't Water' te Amsterdam en was van goede komaf. Dirck moest daarom over goede papieren beschikken om zo'n huwelijk aan te gaan. Een bewijs van die status is dat hij apotheker was. Een afschrift van het huwelijk ligt in het Provinciearchief Haarlem.
Na het beleg door de Spanjaarden verhuisden Cluyt en zijn vrouw naar Delft. Ook daar was Cluyt apotheker. Hij verwierf er internationale bekendheid vanwege zijn enorme kennis op het gebied van kruiden. Zijn apotheek (In de Granaetappel, gevestigd aan de Wijnstraat) werd door geleerden uit omliggende landen bezocht. In 1584 kreeg Cluyt van Pieter van Foreest de opdracht de balsem te maken voor het lichaam van de vermoorde Willem van Oranje. Van Foreest was de lijfarts van de prins en een neef van Dircks vrouw. In 1593 nam de apotheker van de bestuurders van de Leidse universiteit de opdracht aan om de eerste 'cruydtuin' in Nederland aan te leggen. Hij werd daarmee Nederlands eerste hortulanus. De aanleg realiseerde hij in overleg met de boven hem gestelde directeur (en vriend); Carolus Clusius. In 1597 bracht Dirck een tweespraak in boekvorm uit over het leven 'Van de byen'. Dit boek werd tot in de 18e eeuw diverse keren herdrukt.
In 1598 stierf Cluyt. Tot zijn dood streed hij met de universiteitsbestuurders over de naar zijn mening te lage vergoeding die hij had ontvangen voor alle eigen bollen en planten, die hij in de universiteitstuin had ondergebracht (inclusief de toen zeer begerenswaardige tulpenbollen). In de 19e en 20e eeuw ontstond het misverstand dat Clusius de tuin had aangelegd. Dit kwam mede omdat Cluyts naam in het Latijn (Clutius) op één letter na hetzelfde werd geschreven.
In 1994 heeft de familiestichting Cluyt een gedenksteen in de Leidse hortus mogen plaatsen, ter nagedachtenis aan de oprichter van de allereerste botanische tuin in Nederland. In het archief van de familiestichting is dankzij diverse schenkingen veel informatie opgenomen over Dirck Outgaertsz. Cluyt.

## Bron
- Bron van deze tekst en site van de Familiestichting Cluyt: www.cluyt.nl

- Bibliothèque nationale de France: cb135073975 (data)
- Biografisch Portaal: 54800448
- Digitale Bibliotheek voor de Nederlandse Letteren: cluy004
- Gemeinsame Normdatei: 120951746
- International Standard Name Identifier: 0000 0000 5043 0878
- Library of Congress Control Number: n97120030
- Nederlandse Thesaurus van Auteursnamen: 08503763X
- LIBRIS: 317947
- Virtual International Authority File: 5775582
- WorldCat: E39PBJtxmkGHV9vjkbtfF6cMfq